# Talatí de Dalt
Talatí de Dalt és un jaciment arqueològic de l'illa de Menorca, situat a uns quatre quilòmetres de Maó. És un assentament talaiòtic, tot i que conserva vestigis d'èpoques posteriors. Entre els anys 1997 i 2001, un equip d'investigadors vinculats al Museu de Menorca hi han fet excavacions arqueològiques.
A l'entrada del jaciment hi ha una cisterna del segle xix, que emmagatzemava l'aigua de la pluja, utilitzada per abeurar el bestiar que pasturava les parcel·les properes: quan era necessari omplien les beurades posant l'aigua amb una corda, una corriola i un poal.
No gaire lluny s'hi observen dues coves naturals, de les quals no es disposa encara de molta informació. És possible que vagin ser utilitzades amb finalitats funeràries abans de l'existència del nucli talaiòtic.
Altres estructures visibles són una casa talaiòtica i un talaiot, amb adosaments i restes d'una porta d'accés a la cambra interna. Possiblement el talaiot estava integrat en el sistema defensiu del poblat. Prop del talaiot s'hi observa una pilastra amb forats, avui aïllada, que formava part de l'estructura interna d'una casa talaiòtica amb pati central, les restes de la qual són, avui dia, poc visibles, ja que es tracta d'una zona que no ha estat objecte de cap excavació arqueològica.
L'element més significatiu del jaciment és el recinte de taula, que presenta la peculiaritat de tenir una de les columnes perimetrals parcialment caiguda, recolzada a la pedra capitell de l'element central. Prop de la taula s'hi troba el santuari, construït durant els segles VI i V aC. Es tracta d'un espai sagrat en el que, segons algunes hipòtesis, s'encenien grans focs, se celebraven menjars cerimonials i es realitzaven ofrenes dedicats a la fertilitat de la terra i de les principals fonts de subsistència. Aquest espai va ser utilitzat amb finalitats rituals fins a l'època romana.
Un altre dels elements més notables del poblat és un gran talaiot, que complia la funció de vigilància i control territorial. Probablement es va construir, aproximadament, entre el 800 aC i el 900 aC. L'estructura interna ens és desconeguda, com que encara no hi ha hagut cap excavació arqueològica, però és possible que, originalment, s'hi obrís una cambra central, actualment esbucada.
La zona excavada del poblat correspon a una zona de cases talaiòtiques. S'hi observen tres cambres amb columnes i lloses de pedra que formen una coberta. Aquests espais s'associen a patis interiors i espais tancats aptes per a allotjar-se i desenvolupar tasques domèstiques. Les cases talaiòtiques típiques són de planta circular i tenen una superfície aproximada d'uns 140 metres quadrats. Normalment disposen d'un pati central descobert en el qual hi ha una o dues cisternes i una llar de foc. Les habitacions, disposades al voltant del patí, permeten pensar que cada casa estava habitada per un grup familiar extens.
En aquest jaciment es conserven també algunes restes de la murada que envoltava el poblat. És possible que aquest mur constituís, al mateix temps, la paret exterior de diverses cases talaiòtiques.